# Сосницький обліково-економічний фаховий коледж
Сосницький сільськогосподарський технікум бухгалтерського обліку — державний заклад вищої освіти у смт Сосниця, Сосницький район, Чернігівська область.

## Історія закладу
Історія технікуму в Сосниці починається зі створення сільськогосподарської профшколи, яка була утворена Постановою Чернігівської Губнаросвіти 15 вересня 1924 року, на базі колишніх педагогічних курсів. Школа готувала молодших агрономів-рільників. Сосницька сільськогосподарська профшкола розпочала свою діяльність у приміщенні жіночої гімназії, а навчальне господарство засновано на базі маєтку поміщиці Фіалковської. Перший випуск відбувся у 1926 році – 30 агротехніків. Сосницька сільськогосподарська профшкола за час свого існування підготувала 122 агрономи.
У 1930 році сільськогосподарську профшколу було реорганізовано в Сосницький технікум захисту рослин. Перший випуск техніків-інструкторів захисту рослин відбувся 21 жовтня 1931 року. Тоді ж технікум отримав нове приміщення, де раніше розташовувалась земська управа, потім райвиконком. 
У березні 1944 року технікум захисту рослин реорганізовано у Сосницький бухгалтерський технікум. 1953 року в технікумі створюється заочне відділення. 
Теперішню назву — «Сосницький сільськогосподарський технікум бухгалтерського обліку», заклад отримав у 1955 році.

## Спеціалізація та спеціальності
Нині технікум готує спеціалістів за спеціальностями:
1. «Облік і оподаткування» — на базі 9 класів
2. «Бухгалтерський облік» — на базі 11 класів
3. «Підприємництво, торгівля та біржова діяльність» — на базі 9 класів
4. «Економіка підприємства» — на базі 11 класів

## Інфраструктура
У технікумі є:
- Два навчальні корпуси;
- Спортивна зала;
- Міні стадіон з штучним покриттям;
- Їдальня;
- П'ять комп'ютерних класів;
- Бібліотека з читальною залою;
- Актова зала;
- Гуртожиток.

## Випускники
З 1924 по 2016 рік Сосницький технікум підготував 16 тисяч 982 спеціалістів, з них агрономів – 687, бухгалтерів – 11684, економістів – 4340, організаторів комерційної діяльності – 70, молодших спеціалістів з фінансів – 201 осіб.
Відомі випускники
- Богдан Назаренко (нар. 4 грудня 1982 — пом. 15 березня 2016) — український військовик, солдат Збройних сил України, водій відділення управління взводу управління командира гаубичної самохідної артилерійської батареї 1 ОТБр, учасник російсько-української війни на сході України[1].